# Antiguo símbolo romano
El antiguo símbolo romano (en latín: vetus symbolum romanum), o antiguo credo romano, es una versión anterior y más breve del credo de los apóstoles. Se basaba en la Regla de fe del siglo II y en la declaración interrogativa de fe para aquellos que recibían el bautismo (siglo III o anterior), que para el siglo IV tenía una estructura tripartita en todas partes, siguiendo la de Mateo 28:19 («bautizándolas en el nombre del Padre y del Hijo y del Espíritu Santo»), que es parte de la Gran Comisión.
De acuerdo con el historiador eclesiástico John Norman Davidson Kelly, los padres de la iglesia del siglo II, Tertuliano e Ireneo, citan el antiguo credo romano en sus obras.

## Evidencias más antiguas
De acuerdo con el Oxford Dictionary of the Christian Church (Diccionario oxford de la iglesia cristiana), al menos desde finales del s. II era el credo bautismal oficial de la iglesia de Roma. Según este diccionario, aparece primero en una forma interrogativa en la Tradición apostólica de san Hipólito (m. 235), y un texto casi idéntico, pero en forma declarativa, es mencionado en el s. IV por Marcelo de Ancira y Rufino de Aquilea. En el caso del texto de Marcelo, este texto corresponde a una carta al papa Julio I en el año 340 o 341, de la que recientemente se ha argumentado que se desarrolló en el contexto de la controversia arriana. Bettenson y Maunder comentan además a este respecto que Marcelo había sido exiliado de su diócesis a raíz de la influencia arriana, por lo que pasó dos años en Roma y al partir dejó su credo con el papa Julio, obispo de Roma.
Además c. 400, Rufino, un sacerdote de Aquilea, dejó una versión en latín en su Commentarius in Symbolum Apostolorum (Migne, Patrologia latina xxi. 335B). Creía que este era el credo romano como la «regla de fe» escrita por los apóstoles en Jerusalén, comparándolo con el credo de Aquilea. Casi al mismo tiempo, Nicetas de Remesiana escribió también una Explanatio Symboli (Patrologia latina Lii. 865-874B) basada en el antiguo símbolo romano, pero que incluía también la comunión de los santos.
Si bien el nombre «credo de los apóstoles» es mencionado en una carta de san Ambrosio (c. 390), lo que actualmente se conoce como el credo de los apóstoles solo es citado por primera vez en su forma actual a comienzos del siglo VIII. Este credo se desarrolló a partir del antiguo símbolo romano, y parece ser de origen hispano-galo, siendo aceptado en Roma algún tiempo después de que Carlomagno lo impusiera en todos sus dominios.

## Versiones en latín y griego
El texto en latín de Tiranio Rufino:
Credo in deum patrem omnipotentem;

et in Christum Iesum filium eius unicum, dominum nostrum,

qui natus est de Spiritu sancto ex Maria virgine,

qui sub Pontio Pilato crucifixus est et sepultus,

tertia die resurrexit a mortuis,

ascendit in caelos,

sedet ad dexteram patris, unde venturus est iudicare vivos et mortuos;

et in Spiritum sanctum,

sanctam ecclesiam,

remissionem peccatorum,

carnis resurrectionem.
El texto griego de Marcelo de Ancira:
Πιστεύω οὖν εἰς θεòν πατέρα παντοκράτορα·

καὶ εἰς Χριστὸν Ἰησοῦν, τὸν υἱὸν αὐτοῦ τὸν μονογενῆ, τὸν κύριον ἡμῶν,

τὸν γεννηθέντα ἐκ πνεύματος ἁγίου καὶ Μαρίας τῆς παρθένου,

τὸν ἐπὶ Ποντίου Πιλάτου σταυρωθέντα καὶ ταφέντα

καὶ τῇ τρίτῃ ἡμέρα ἀναστάντα ἐκ τῶν νεκρῶν,

ἀναβάντα εἰς τοὺς οὐρανούς

καὶ καθήμενον ἐν δεξιᾳ τοῦ πατρός, ὅθεν ἔρχεται κρίνειν ζῶντας καὶ νεκρούς·

καὶ εἰς τò ἅγιον πνεῦμα,

ἁγίαν ἐκκλησίαν,

ἄφεσιν ἁμαρτιῶν,

σαρκὸς ἀνάστασιν,

ζωὴν αἰώνιον.

### Diferencias entre el texto latino y el griego
Las versiones en latín (Rufino) y griego (Marcelo) son traducciones fieles, literales y palabra por palabra una de la otra. La única diferencia destacable es la cláusula final del texto griego, ζωὴν αἰώνιον («vida eterna»), que no tiene equivalente en el texto en latín. Esta cláusula está presente en el Credo de los apóstoles.
La versión en latín de Nicetas de Remesiana también sigue bastante de cerca la versión de Rufino (usualmente palabra por palabra) pero también incluye la vitam eternam, como la versión de Marcelo, así como la communionem sanctorum, que es omitida por los otros dos.[cita requerida]

## Traducción al español
Creo en Dios Padre todopoderoso;

Y en Jesucristo, su único Hijo, nuestro Señor,

Que nació del Espíritu Santo y María virgen,

Que bajo Poncio Pilato fue crucificado y sepultado,

y al tercer día resucitó de entre los muertos,

ascendió a los cielos,

se sienta a la diestra del Padre,

y de allí ha de venir a juzgar a los vivos y a los muertos;

Y en el Espíritu Santo,

la santa Iglesia,

el perdón de los pecados,

la resurrección de la carne

(la vida eterna)